# OCTO
OCTO foi um canal de televisão brasileiro sediado em Porto Alegre, capital do estado do Rio Grande do Sul. Operou no canal 36 UHF e pertencia ao Grupo RBS, o mesmo que controla a RBS TV, afiliada à TV Globo.

## História

### Antecedentes
Como parte do aproveitamento do Grupo RBS por ter conseguido concessão de canal UHF "Glocal" em Porto Alegre, passando pouco das 5 da tarde, em 19 de maio de 1995, o presidente do Grupo RBS, Nelson Sirotsky dava as boas-vindas à TVCOM. O canal tinha um gênero comunitário e informativo, com ideias baseadas nos canais norte-americanos Chicago Land TV e NYT (New York TV). Os bastidores da inauguração foram ao ar em uma reportagem do Vídeo Show, programa de entretenimento da Rede Globo (tendo como afiliada no RS e SC a RBS TV).
Desde o ano de 2014 a emissora sofria grave crise, com vários cortes na equipe, tendo o Grupo RBS efetuado muitas demissões, sequência que em 2016 resultou na venda de todas as operações do grupo (TVs, rádios e jornais) em Santa Catarina para os empresários Lírio Parisotto e Carlos Sanchez - mais tarde, Parisotto deixou a operação, mantendo apenas o Grupo NC - onde foi mantida a marca TVCOM. Apesar das afirmações que não iriam mudar a linha editorial dos veículos que adquiriram, mudanças estratégicas aconteceram durante a transição da RBS SC para a NSC Comunicação, o que acarretou no fim da versão catarinense do canal em 2017.
O futuro da emissora de Porto Alegre estava em questionamento. A solução então foi inaugurar um multicanal televisivo para substituir o canal que estaria completando 20 anos. Então, em novembro de 2015, a TVCOM começou a exibir reprises de programas próprios que já haviam sido exibidos durante sua existência, até que em 22 de novembro de 2015 um selo que alternava entre as logomarcas da TVCOM e a do OCTO começou a ser exibido.

### Novo canal e encerramento (2015-2016)
Durante o fim do mês de outubro e o início de novembro de 2015, o canal 36 NET/UHF transmitia reprises de programas antigos, que já foram exibidos em toda a história de existência da TVCOM, como uma forma de encerrar o canal com "chave de ouro". Também foram produzidos programas especiais, nos quais convidados especiais foram chamados para debater, discutir e analisar os principais acontecimentos políticos, econômicos, sociais e esportivos do Rio Grande do Sul durante os 20 anos de existência da emissora., até que em 22 de novembro de 2015 houve a transmissão de apenas uma tela verde, sendo que em uns instantes, eram vazados os bastidores de treinamento para o novo canal do Grupo RBS entrar no ar, além da presença de um selo que alternava entre as logomarcas da TVCOM e a de OCTO.
No dia 23 de novembro de 2015, OCTO OC (como também é conhecido) foi inaugurado. O objetivo do novo canal gaúcho é experimentar um novo caminho para a comunicação social. Ficar mais próximo de quem produz qualquer tipo de conteúdo, no qual se importa com a vida e o mundo. Baseado nas premissas do The Communication (R)Evolution, instituto que estuda o futuro da comunicação mundial, o OCTO se orienta por quatro princípios: colaboração, inquietação, pluralidade e geolocalização.
No dia 22 de setembro de 2016, o Grupo RBS anunciou o fim das operações do OCTO, após estudo realizado entre público e mercado. Em nota enviada à imprensa, o grupo afirma que "entendeu que não faria sentido concentrar investimentos em um novo projeto com prazo determinado para conclusão e sem possibilidade de ganho de qualidade", pois a concessão do canal vence em três anos e não há possibilidade de sua digitalização. A partir deste dia, a programação do canal passou a ser composta por reprises de programas exibidos durante sua curta existência, saindo do ar oficialmente tempos depois. No dia 30 de novembro, deixou de ser transmitido pelo canal 36 da NET Porto Alegre.

## Programas
- OCTODoc
- POA Vive
- Criaturas do Polo Sul
- Cia OCTO
- Virada Sex
- Roda de Chimas